# Pireu
Pireu (em grego moderno: Πειραιάς, Pireás, AFI: [piɾɛˈas]; em grego antigo: Πειραιεύς, Peiraieús) é um município vizinho a Atenas e situado em sua zona urbana, no qual se localiza o porto daquela cidade, o principal da Grécia. O Pireu é capital da subprefeitura de mesmo nome, na Ática, faz parte da região metropolitana e situa-se na baía de Falero. A população em 2001 era de 175.697 habitantes.
O local já era usado como ancoradouro no século VII a.C. O Pireu tornou-se o porto de Atenas, substituindo Falero, desde as guerras médicas, mas perdeu sua importância na época bizantina e turca até ao século XIX. Atualmente continua a ser o principal porto que faz a ligação da parte continental da Grécia às suas ilhas.

A população do demos (Δήμος Πειραιώς) é de 175.697 (dados de 2001). A nomarchia, que inclui as terras que circundam a cidade e algumas ilhas do Golfo Sarónico, tem uma população de 541.504 (2001). Constitui-se de um relevo rochoso, com três portos naturais, o maior na parte oeste, que serve como importante centro de logística para a parte leste do Mar Mediterrâneo, e dois menores, Zea e Mikrolimano, usados para fins navais. Do porto saem vários barcos para a maioria das ilhas gregas , a ilha de Creta, as ilhas Cíclades, a península do Dodecaneso, e grande parte do Mar Egeu. A parte oeste do porto é usada para descargas e ocupa grande área. A maioria desta parte fica nos subúrbios de Drapetsona e Keratsini. O Pireu é acessível pelo metro de Atenas.

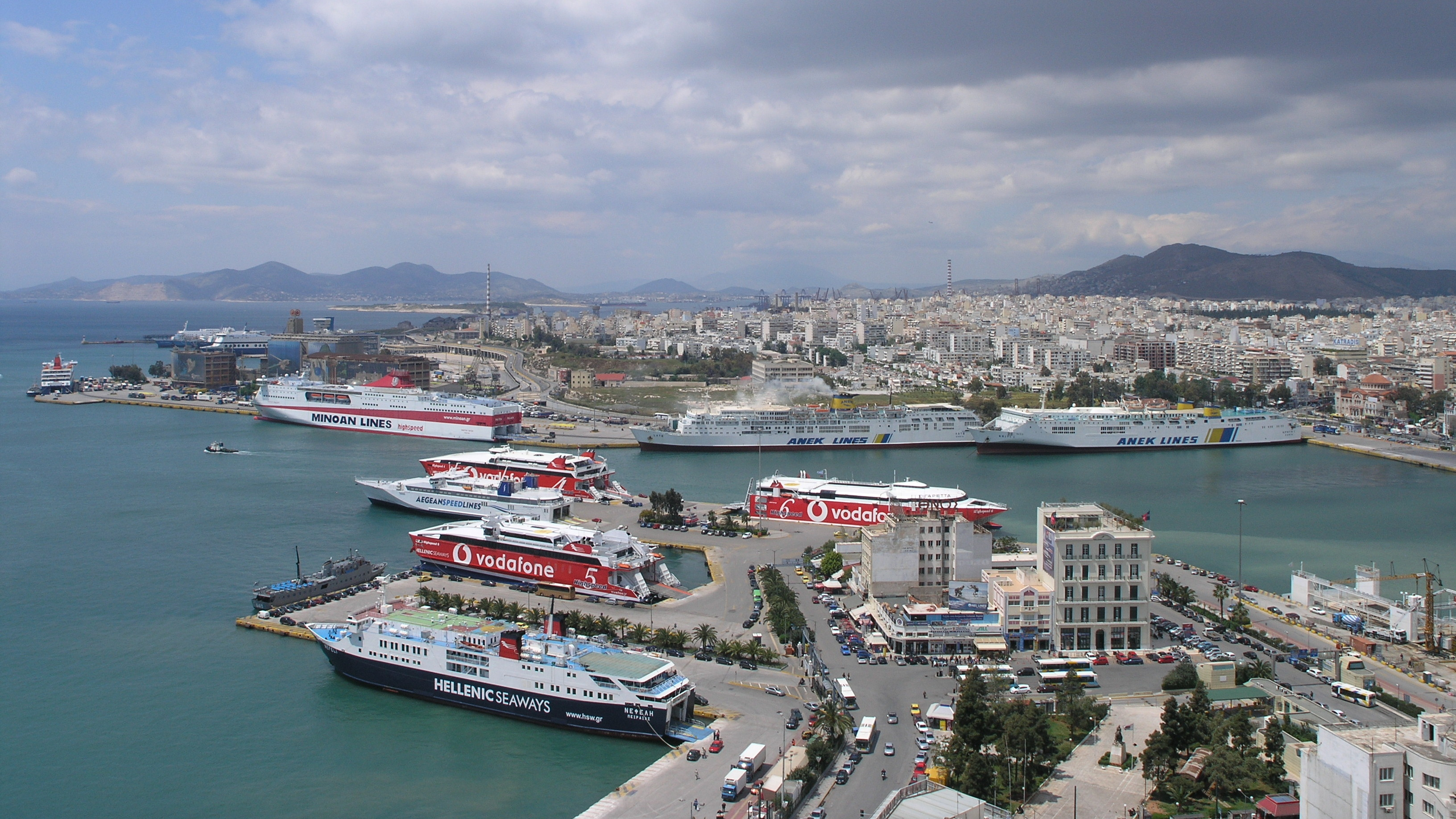
Vista do Porto do Pireu

## Porto do Pireu

Muralhas longas de Atenas, conectando a cidade ao Pireu

O principal porto de Atenas era Falero, até que Temístocles mudou o porto para o Pireu.
Como Falero era muito pequeno, Temístocles quis fazer do Pireu o maior e melhor porto da Grécia, percebendo que com apenas pouco trabalho o Pireu poderia se tornar um porto. Seu objetivo era que Atenas ganhasse a hegemonia no mar. Temístocles, primeiro de forma secreta, depois de forma mais clara, mostrou seus planos, e a obra foi feita com rapidez, antes do prazo previsto.
As muralhas longas de Atenas conectavam a cidade ao Pireu, por uma distância de quarenta estádios; a capacidade do porto era de quatrocentos navios.
Quando Atenas foi derrotada na Guerra do Peloponeso, as muralhas foram destruídas; elas foram reconstruídas mais tarde, e destruídas finalmente quando Lúcio Cornélio Sula tomou a cidade.
Pausânias (geógrafo) (c. 115 - 180 d.C.) [carece de fontes?] descreveu o porto, dando vários detalhes:
- O porto tinha o túmulo de Temístocles.[1]
- Havia um recinto com estátuas de bronze de Zeus e Atenas, e um retrato de Leóstenes e seus filhos.[8]
- Uma estátua de Zeus feita por Leocares.[8]
- Perto do mar, um santuário de Afrodite, construído por Conon depois de sua vitória naval contra os espartanos.[8]

## Muniquia
Muniquia é o nome antigo para uma colina localizada no Pireu.
Na época de Pausânias (geógrafo), Muniquia era o nome do terceiro porto de Atenas.